# 古罗马剧场 (贝内文托)

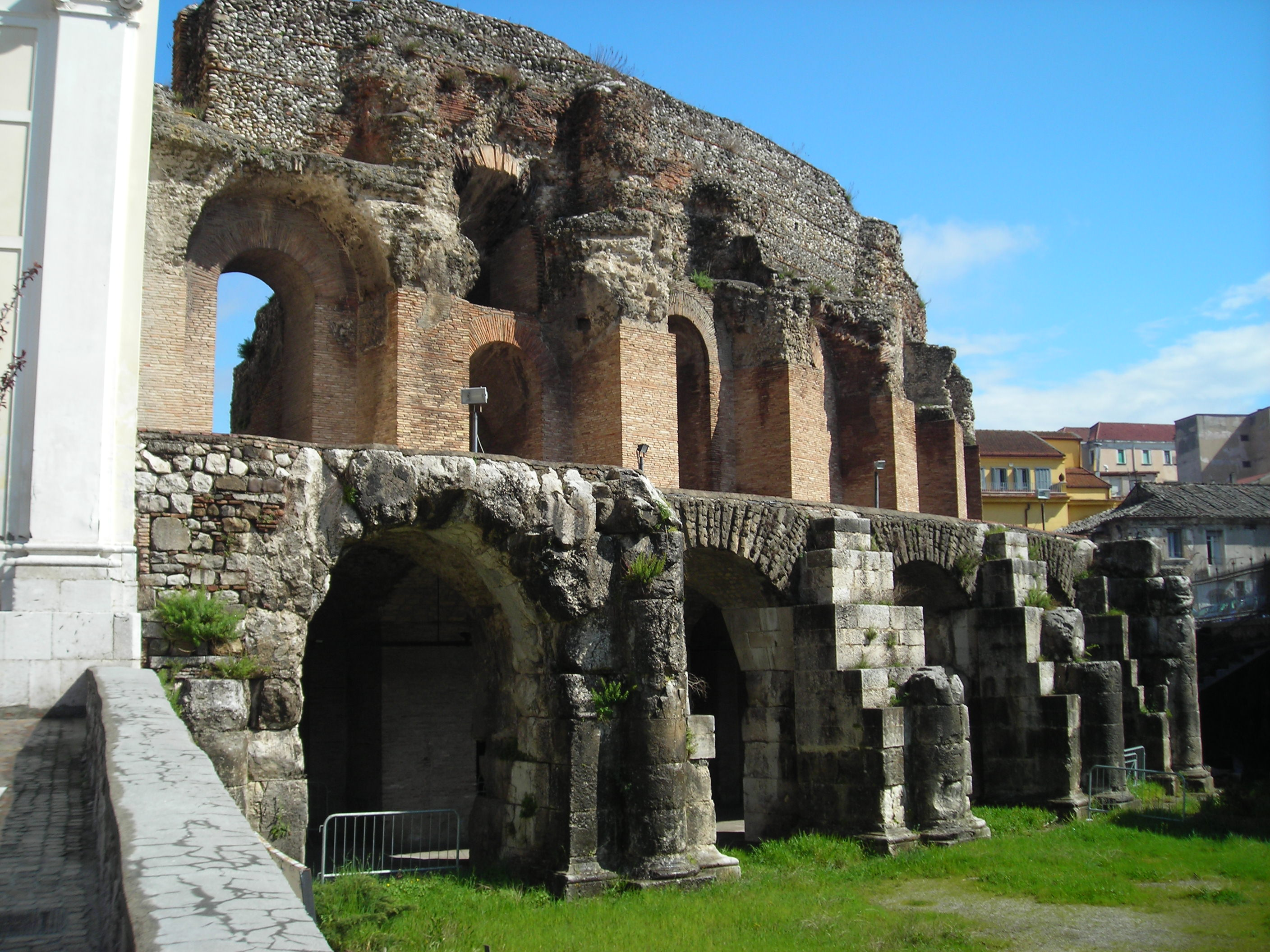

古罗马剧场（意大利文：Teatro romano di Benevento）是一座古罗马建筑，位于意大利南部城市贝内文托，由皇帝哈德良建于公元2世纪，靠近该市的cardo maximus。在伦巴第时期废弃，现在是由中世纪的 Triggio区包围。
该建筑现在仍用于演唱会和其他活动。

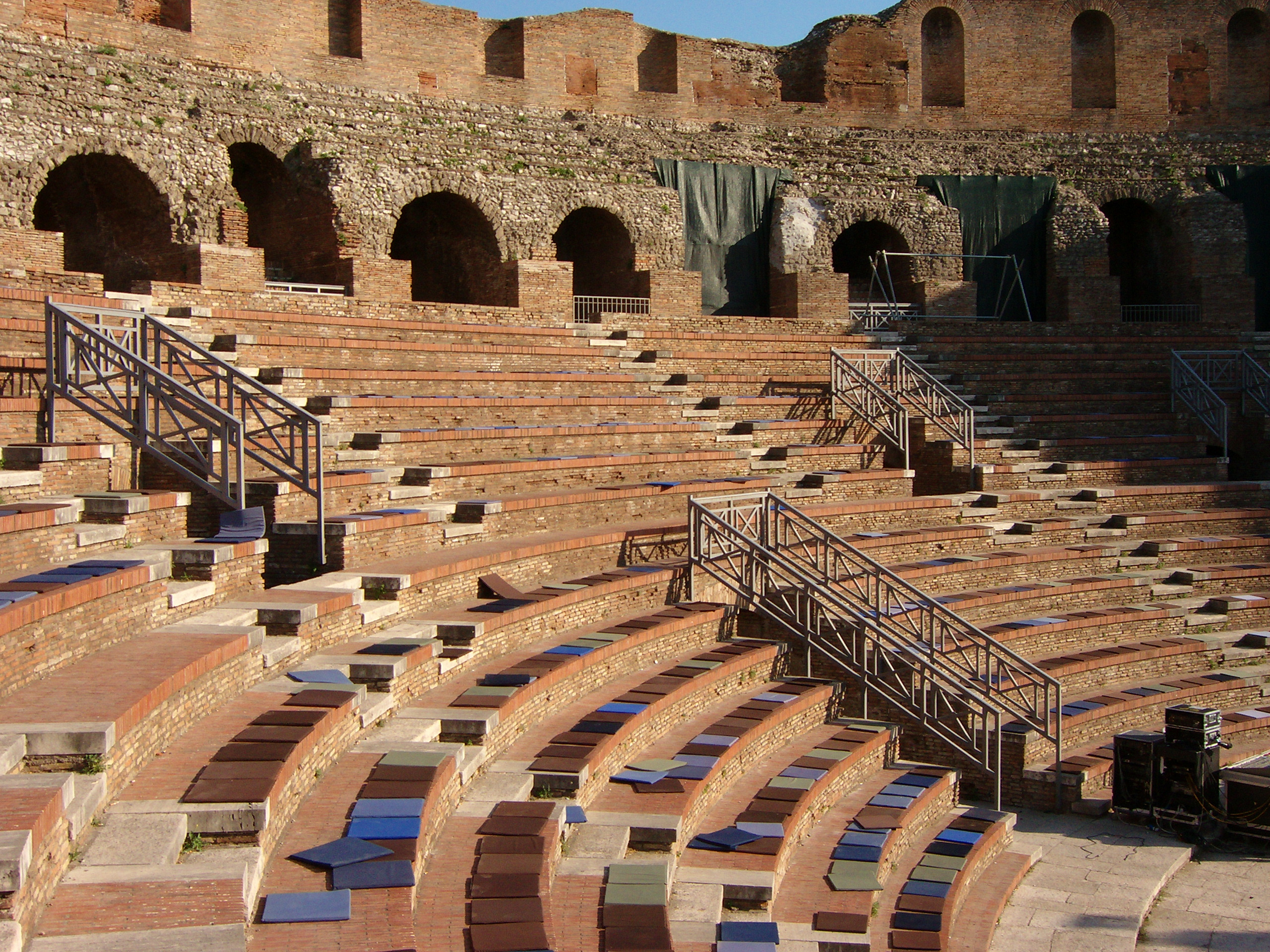
内部

该剧院为半圆形平面，直径为90米，原先可以容纳约10,000/15000名观众。